# Coven Wives
Coven Wives è un film pornografico statunitense del 2018 diretto da Dana Vespoli.

## Trama
Cherie DeVille, recentemente divorziata, si trasferisce nel nord della California in cerca di una nuova vita e di una cura per il blocco dello scrittore. Crede di aver trovato la casa perfetta in una parte remota della contea di Marin, finché non iniziano ad accadere cose strane. Presto incontra una ragazza misteriosa che inizia a tormentare i suoi sogni e poi scopre due bellissime donne che sembrano avere una cura per il suo blocco creativo.

## Riconoscimenti
- Best Screenplay[5]
- Best Action/Thriller[5]
- Best All-Girl Group Sex Scene (Alexis Fawx, Brandi Love, Cherie DeVille)[5]